# 王彰
王 彰（おう しょう、至正26年9月18日（1366年10月22日）- 宣徳2年4月1日（1427年4月27日））は、明代の官僚。字は文昭。本貫は開封府鄭州管城県。

## 生涯
至正26年（1366年）9月18日、王彰は王汝能と郭氏のあいだの子として生まれた。洪武20年（1387年）、郷里の推挙を受けた。洪武21年（1388年）、会試の受験に失敗し、国子生となった。山東で物価調整のための食糧売買を担当し、公平なことで知られた。洪武22年（1389年）、吏科源士に抜擢された。まもなく源士が給事中の称にもどされると、王彰はそのまま吏科給事中となった。後に都給事中に進み、刑部福建司員外郎に転じた。山西布政使司左参政に抜擢された。
永楽5年（1407年）、王彰は嘉議大夫・礼部右侍郎として召し出された。永楽6年（1408年）、父が死去したため、王彰は辞職して喪に服した。永楽9年（1411年）2月、喪が明けると、戸部右侍郎に転じた。7月、陝西で疫病が発生すると、王彰は勅使として西岳を祀った。新安県の民で子女を売って税賦を支払った者がいた。王彰は税を免除するよう上奏し、売られた子女を買い戻した。永楽10年（1412年）、都察院右副都御史に転じた。
陝西僉事の馬英が粛州のチベット系民族を怒らせて反乱を発生させ、御史や都指揮が殺された。王彰が馬英を弾劾し、馬英は極刑に処された。また王彰は賄賂を受け取った御史の陳孟旭や母を追放した金吾右衛指揮使の李厳を弾劾し、いずれも死罪となった。永楽11年（1413年）、王彰は永楽帝の北巡に従った。王彰の母が八十数歳になっていたため、王彰は帰省を命じられ、その母に冠服金幣を賜った。このとき永楽帝は「君子は官にあっては親を忘れず、家にあっては君主を忘れないものだ。およそ通過したところの民の安否や官吏の賢不肖は、全て奏聞せよ」とさとした。王彰が郷里から北京に帰って報告すると、永楽帝の意にかなった。永楽18年（1420年）12月、資善大夫・右都御史に進んだ。
永楽19年（1421年）4月、永楽帝が廷臣26人を派遣して天下を巡撫させると、王彰は給事中の王励とともに河南を巡撫した。明代に大臣で郷土の巡撫にあたった者は、王彰と葉春のみであった。河南で水害が起こり、民も多くが流亡していたが、長吏が救恤にあたらなかった。王彰は不正のひどい官吏100人あまりを降格し、不急の徴課十数事を中止するよう上奏した。流民を再び招き集め、官庫を開いて食糧を貸し付け、多くを生業にもどさせた。永楽20年（1422年）2月、朝廷に帰ると、漠北遠征の食糧輸送の監督を命じられた。永楽22年（1424年）9月、黄河が開封で氾濫を起こしたため、王彰は都指揮の李信とともに開封に赴いて振恤にあたるよう洪熙帝に命じられた。
宣徳元年（1426年）5月、王彰は良郷から南京にかけての軍民を巡撫するよう命じられた。6月、実態にそぐわない言上をしたとして宣徳帝に叱責され、詳細で具体的な利害を奏聞するよう命じられた。7月、王彰は北京に召還され、都督の山雲とともに山海関から居庸関にかけての諸関を巡視するよう命じられた。2カ月以上をかけて帰還し、紀律を守っていない将士を上奏した。宣徳帝は逮捕と糾明を命じ、さらに3カ月に1回御史や給事中を派遣して点検させるよう兵部に命じた。
宣徳2年（1427年）4月1日、王彰は在官のまま死去した。享年は62。